# Arnedillo
Arnedillo è un comune spagnolo situato nella comunità autonoma di La Rioja.